# DocumentCloud
DocumentCloud és un programari de codi obert en forma de plataforma de servei que permet als usuaris pujar, analitzar, anotar, col·laborar i publicar documents originals. Des del seu llançament el 2009, ha estat utilitzat principalment per periodistes per trobar informació en els documents que recopilen en el curs dels seus informes i, en interès de la transparència, publicar els documents. A partir d'agost de 2015, els usuaris de DocumentCloud havien carregat més de 2 milions de documents que contenien 27 milions de pàgines. Molts d'ells són accessibles a través d'un portal de recerca públic.
El desenvolupament de DocumentCloud ha donat lloc a la creació de diversos projectes de codi obert importants, com ara Backbone.js, Jammit i Underscore.js. La major part dels fons destinats a DocumentCloud provenen de subvencions de la Knight Foundation.

## Història
El 2009, els periodistes Scott Klein i Eric Umansky de ProPublica i Aron Pilhofer de The New York Times van rebre una beca de Knight News Challenge per al desenvolupament inicial de la plataforma. Jeremy Ashkenas s'hi va unir com a desenvolupador principal, i DocumentCloud es va constituir com una organització sense ànim de lucre. El setembre de 2009, dues dotzenes de mitjans incloent-hi The Washington Post, The New York Times i el Chicago Tribune havien signat com a provadors beta.
Una versió beta pública va ser anunciada a la conferència NICAR 2010 de Investigative Reporters and Editors, i en un any les organitzacions aportadores de notícies havien carregat més d'un milió de pàgines.
El 2011, DocumentCloud va rebre una segona beca Knight News Challenge, va dissoldre la seva pròpia entitat sense ànim de lucre i es va unir a Investigative Reporters and Editors sense ànim de lucre. Des d'aleshores, l'IRE ha assumit la responsabilitat primordial del manteniment i el desenvolupament de la plataforma, així com la gestió del finançament de les subvencions.
DocumentCloud va rebre una tercera beca de Knight News Challenge a l'estiu de 2014, amb l'objectiu principal d'incloure la millora de l'estabilitat de la plataforma, noves característiques i el desenvolupament d'un pla de sostenibilitat financera. Des dels seus inicis, els comptes de DocumentCloud han estat gratuïts a organitzacions de periodisme, però l'organització ha anunciat que implementarà un model de pagament.
L'onze de juny de 2018, DocumentCloud i MuckRock va anunciar que es fusionarien.

## Projectes de codi obert
A més de la mateixa plataforma, el desenvolupament de DocumentCloud ha portat a la creació de diversos projectes de codi obert:
- Backbone.js
- Underscore.js
- Jammit
- PDFShaver
- CloudCrowd
- Docsplit